# Homalodotheriidae
Homalodotheriidae — вимерла родина, що складається з чотирьох родів нотоунгулятних ссавців, відомих з пізнього еоцену до пізнього міоцену Аргентини та Чилі в Південній Америці.